# Kościół św. Piotra w Przemyślu
Kościół św. Piotra (lub św. Piotra i Pawła) – nieistniejący kościół św. Piotra był jedną z najstarszych świątyń Przemyśla, po przedromańskiej rotundzie oraz romańskiej rotundzie św. Mikołaja w podziemiach łacińskiej katedry. Położony był przy południowej ścianie istniejącego obecnie kolegium jezuickiego. Poświęcony przez biskupa laodycejskiego Jana 16 maja 1212. Przypuszczalnie służył franciszkanom przybyłym do miasta w 1235. Przedmiotem dyskusji jest czy kościół ten pełnił przez pewien czas funkcję katedry łacińskiej. W 1402 lub 1406 roku drewniany kościół spłonął. Podczas wykopalisk archeologicznych przeprowadzonych w latach 2015-2017 stwierdzono, że w 1 poł. XV wieku w miejscu drewnianego powstał murowany kościół gotycki o długości nie mniejszej niż 20 metrów, przy czym długość nawy (z chórem) wynosiła ok. 12,5 m, a prezbiterium ok. 7,5 m. Po roku 1618 kościół służył przybyłym do Przemyśla jezuitom. W 1623 r. do kościoła św. Piotra od południa dobudowano kaplicę. Kościół św. Piotra został rozebrany w 1679. Było to później przedmiotem sporów między kapitułą przemyską a jezuitami, którzy mieli zobowiązać się wobec biskupa o pozostawieniu go. W kościele tym pochowani zostali pierwsi biskupi przemyscy, ich trumny przeniesiono później do nowego kościoła jezuitów.